# 제이크 바너
제이크 바너(영어: Jake Varner)로 잘 알려진 제이컵 스티븐 바너(영어: Jacob Stephen Varner, 1986년 3월 24일~)는 미국의 레슬링 선수이다. 2012년 하계 올림픽 남자 자유형 헤비급에서 금메달을 획득했다.